# مینوو (اکلاهما)
مینوو(به انگلیسی: Meno) شهری در ایالت اکلاهما کشور ایالات متحده آمریکا است که جمعیت آن در سرشماری سال ۲۰۱۰ میلادی، ۲۳۵ نفر بوده‌است.